# Halosarpheia viscosa
Halosarpheia viscosa är en svampart som först beskrevs av I. Schmidt, och fick sitt nu gällande namn av Shearer & J.L. Crane 1981. Halosarpheia viscosa ingår i släktet Halosarpheia och familjen Halosphaeriaceae.   Inga underarter finns listade i Catalogue of Life.